# Gănești (okręg Ardżesz)
Gănești – wieś w Rumunii, w okręgu Ardżesz, w gminie Pietroșani. W 2011 roku liczyła 685 mieszkańców.